# دوري جزر المالديف لكرة القدم 2009
دوري جزر المالديف لكرة القدم 2009 هو موسم من دوري جزر المالديف لكرة القدم ‏. فاز فيه نادي في بي.